# Megaster longicornis
Megaster longicornis är en svampart som beskrevs av Cif., Bat., Nascim. & P.C. Azevedo 1956. Megaster longicornis ingår i släktet Megaster, divisionen sporsäcksvampar och riket svampar.   Inga underarter finns listade i Catalogue of Life.